# 李際隆
李際隆（?—?），福建明溪縣人，清朝政治人物、進士出身。
乾隆二年，登進士，擔任广东南雄县知县。